# Witalij Schumbarez
Witalij Ihorowytsch Schumbarez (ukrainisch Віталій Ігорович Шумбарець; * 14. Juli 1983 in Kremenez) ist ein ehemaliger ukrainischer Skispringer.

## Werdegang
Im Januar 2003 trat Schumbarez bei einem FIS-Rennen erstmals international in Erscheinung. Es folgten Einsätze im Continental Cup; zunächst sporadisch, ab 2005/06 regelmäßig.
In der Saison 2007/08 erreichte Schumbarez erstmals den Top-50-Durchgang einer Weltcup-Veranstaltung, als er in der Villacher Alpenarena die Qualifikation für das Springen am 13. Dezember überstand. Für das am Tag darauf stattfindende Springen gelang ihm dies erneut.
Im Weltcup hat Schumbarez dreimal die Punkteränge erreicht, wobei ein 21. Platz beim Skispringen in Sapporo am 17. Januar 2010 sein bisher bestes Weltcup-Ergebnis darstellt. Seine beste Platzierung mit der ukrainischen Mannschaft gelang ihm am 29. November 2008 im nachgeholten Mannschaftsspringen in Kuusamo, als er zusammen mit Wolodymyr Boschtschuk, Oleksandr Lasarowytsch und Wolodymyr Weredjuk den 9. und damit letzten Platz belegte.
Schon bevor er am 20. März 2009 in Planica als 25. seine ersten Weltcup-Punkte erzielen konnte, hatte er mit einem 33. Platz beim Skifliegen auf der Heini-Klopfer-Skiflugschanze in Oberstdorf am 14. Februar 2009 sein Potential angedeutet. Seine persönliche Bestweite war bis zum 10. Dezember 2020 gleichbedeutend mit dem ukrainischen Rekord, welche 189,5 m beträgt und in der Qualifikation für das Fliegen in Planica aufgestellt wurde.
Schumbarez nahm bisher an vier Nordischen Skiweltmeisterschaften teil. 2003 in Val di Fiemme trat er, als einziger der ukrainischen Skispringer, ausschließlich beim Teamwettbewerb an und wurde dort 13. und damit Letzter. 2005 in Oberstdorf sollte die Mannschaft der Ukraine erneut beim Teamwettbewerb mit von der Partie sein, die Teilnahme wurde aber kurz vor dem Start zurückgezogen. Schumbarez' erfolgreichste WM war bisher die 2007er in Sapporo, bei der er im Einzel von der Normalschanze den 41. und von der Großschanze den 51. Rang belegte. Im Team wurde er jedoch wieder nur 13. und Letzter. Seine Teamkollegen waren jeweils Wolodymyr Boschtschuk und Olexandr Lasarowytsch, 2003 ergänzt durch Ihor Bojtschuk, 2005 durch Mykola Kozlov und 2007 durch den Nordischen Kombinierer Wolodymyr Tratschuk. Bei der Weltmeisterschaft 2009 sprang er von der Großschanze auf den 35. Platz, nachdem er sich für das Springen von der Normalschanze nicht qualifiziert hatte. Am Teamwettbewerb konnte er nicht teilnehmen, da die Ukraine keine Mannschaft stellte.
Bei den Olympischen Winterspielen 2010 in Vancouver schied Schumbarez im Springen von der Normalschanze als 45. nach dem 1. Durchgang aus. Bei der Qualifikation von der Großschanze konnte er sich als 51. nicht für das Finale qualifizieren. Im Teamwettbewerb konnte die Ukraine nicht starten, weil Schumbarez nach einem zwei Tage zuvor erfolgten Trainingssturz nicht einsatzfähig war.
Seine besten Platzierungen abseits des Weltcups hatte Schumbarez als Sieger der FIS-Cup-Springen in Štrbské Pleso am 9. Januar 2011 und in Szczyrk am 9. August 2011. Sein bestes Continental-Cup-Ergebnis erreichte er jeweils in Wisła am 12. September 2009 und am 26. Februar 2012 mit dem zwölften Platz. Bei den ukrainischen Meisterschaften im März 2012 in Worochta konnte er sowohl im Einzel als auch mit der Mannschaft Tarnopols die Goldmedaille erringen. Nach der Saison 2012/13 beendete er seine Karriere.

## Erfolge

### Weltcup-Platzierungen
| Saison  | Platz | Punkte |
| ------- | ----- | ------ |
| 2008/09 | 79.   | 06     |
| 2009/10 | 68.   | 13     |